# Kirkwood, Pennsylvania
Kirkwood är en ort i Lancaster County i delstaten Pennsylvania, USA.